# Agrypon dioryctriae
Agrypon dioryctriae là một loài tò vò trong họ Ichneumonidae.